# Abraxas conialeuca
Abraxas conialeuca là một loài bướm đêm trong họ Geometridae.